# Люцерна серповидная
Люце́рна серпови́дная, или Люце́рна жёлтая (лат. Medicago falcata) — многолетнее травянистое растение; вид рода Люцерна (Medicago) семейства Бобовые (Fabaceae).

## Ботаническое описание

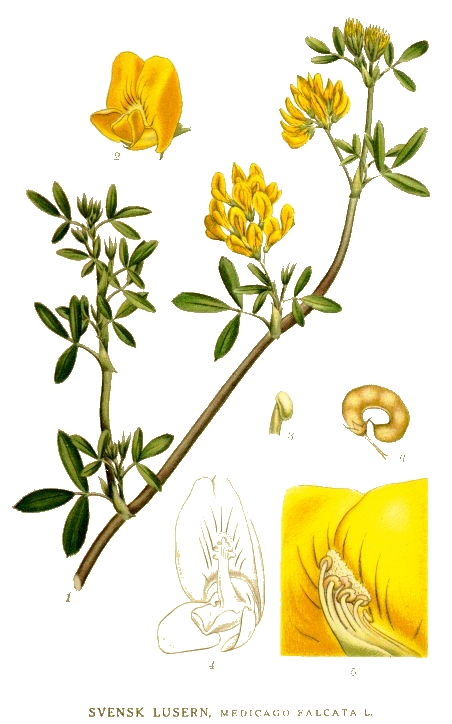

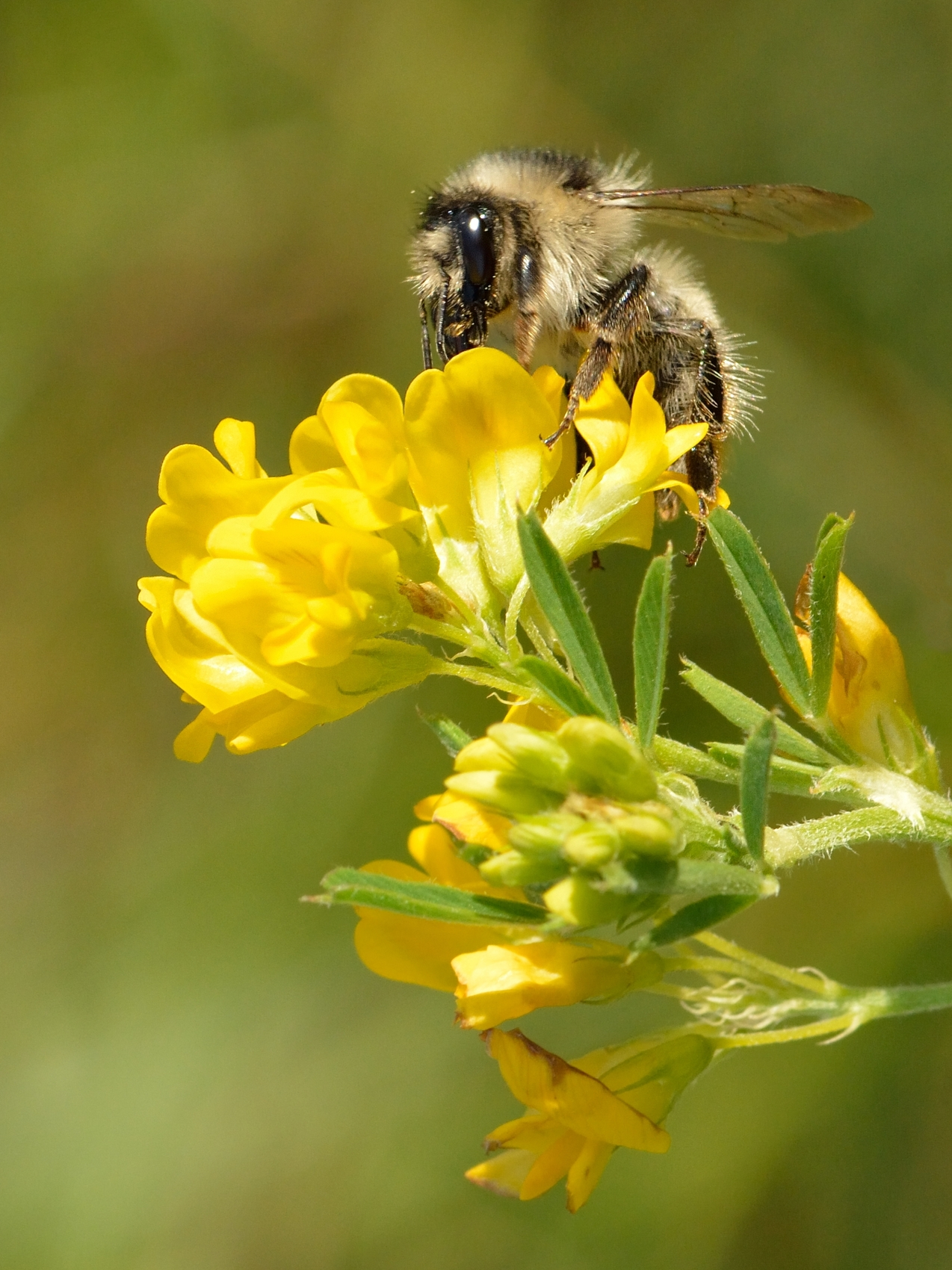
Опыление

Многолетнее растение с мощной развитой корневой системой. Встречаются стержнекорневые, корневищные и корнеотпрысковые формы в зависимости от условий обитания вида.
Стебли многочисленные, восходящие, прямые или простёртые, (20) 40—80 (150) см высоты, слабо волосистые или голые.
Листочки различной формы и размеров; обратнояйцевидные, продолговато-ланцетные, ланцетные, линейно-ланцетные, овальные или округло яйцевидные, (2) 5—22 (30) мм длины и (1) 2—6 (10) мм ширины. Цветочные кисти овальные, головчатые, на коротких ножках. Прилистники треугольно-шиловидные, острые, зубчатые при основании.
Соцветие — 7—40-цветковая кисть, превышающая листья. Венчики жёлтые с оранжевым оттенком, 10—12 мм длиной. Бобы улиткообразно закрученные, густо железистоволосистые, без шипиков, сравнительно мелкие, серповидные, реже лунные до прямых, (6) 8—12 (15) мм длины и 2,5—3,5 мм ширины.
Цветение — июнь — июль, массовое созревание бобов — август — сентябрь. Перекрёстноопыляемое растение. Число хромосом 2n = 16, 32.

## Распространение и экология
Общий ареал: страны Западной и Восточной Европы, Кавказа (Грузия, Азербайджан), Средней и Центральной Азии, Монголия, Китай, Корейский полуостров, Гималаи, Сев. Америка (Юкон).
Россия: встречается на юге страны (Краснодарский край, Северная Осетия, Кабардино-Балкария, Чеченская Республика, Дагестан), в Сибири (Тюменская, Курганская, Омская обл, Томская, Новосибирская, Кемеровская, Иркутская и Читинская области, Алтайский край, Республика Алтай, Красноярский край, Хакасия, Тува, Бурятия, Якутия), на Дальнем Востоке.
Морозостойкий, холодостойкий, выдерживающий кратковременные заморозки (до −5°С) весной и осенью, скороспелый, влаголюбивый и в то же время устойчивый к летним засухам. Успешно растёт на плодородных, рыхлых, водопроницаемых, слабокислых и нейтральных почвах, различных по механическому составу.

## Классификация

### Таксономия
Medicago falcata L., 1753, Sp. Pl.: 779
Вид Люцерна серповидная относится к роду Люцерна (Medicago) подсемейства Мотыльковые (Papilionoideae) семейства Бобовые (Fabaceae) порядка Бобовоцветные (Fabales). Таксономическая схема в соответствии с Системой APG IV по состоянию на декабрь 2023 года:
|  |                                      |  |                                   |                                   |                   |  | ещё 3 семейства | ещё 3 семейства   |                          |  |  |  | еще 523 рода                                                     | еще 523 рода        |  |  |
|  |                                      |  |                                   |                                   |                   |  | ещё 3 семейства | ещё 3 семейства   |                          |  |  |  | еще 523 рода                                                     | еще 523 рода        |  |  |
|  |                                      |  |                                   | порядок Бобовоцветные             |                   |  |                 |                   | подсемейство Мотыльковые |  |  |  |                                                                  | Люцерна серповидная |  |  |
|  |                                      |  |                                   | порядок Бобовоцветные             |                   |  |                 |                   | подсемейство Мотыльковые |  |  |  |                                                                  | Люцерна серповидная |  |  |
|  | отдел Цветковые, или Покрытосеменные |  |                                   |                                   | семейство Бобовые |  |                 |                   | род Люцерна              |  |  |  |                                                                  |                     |  |  |
|  | отдел Цветковые, или Покрытосеменные |  |                                   |                                   |                   |  |                 |                   |                          |  |  |  |                                                                  |                     |  |  |
|  |                                      |  | ещё 63 порядка цветковых растений | ещё 63 порядка цветковых растений |                   |  |                 | еще 5 подсемейств | еще 5 подсемейств        |  |  |  | еще 126 подтвержденных видов и 27 видов, ожидающих подтверждения |                     |  |  |
|  |                                      |  |                                   | ещё 63 порядка цветковых растений |                   |  |                 |                   | еще 5 подсемейств        |  |  |  |                                                                  |                     |  |  |

### Синонимы
- Medicago romanica Prodan
- Medica falcata (L.) Mill.
- Medicago falcata f. arenaria C.G.H.Thed.
- Medicago falcata var. angustissima Holmb.
- Medicago falcata var. falcata
- Medicago glutinosa sensu Hayek
- Medicago sativa subsp. falcata (L.) Arcang.
- Medicago sativa var. falcata (L.) Döll
- Medicago talcata L.

## Значение и применение

### Хозяйственное значение
Используется для залужения лугов и пастбищ, склоновых земель, подверженных водной и ветровой эрозии. Характеризуется очень высокой зимо- и засухоустойчивостью, устойчивостью к основным болезням и вредителям. Заметно улучшает структуру и плодородие почвы и является ценным предшественником многих культур. Используется в чистом посеве или в смеси с многолетними злаковыми травами на зелёную подкормку, сено, силос, травяную муку. Урожайность зелёной массы — 75-150 ц/га, сена — 25-75 ц/га, урожайность семян — 0,5-3,0 редко до 5,0 ц/га. Используется в селекционных программах в качестве одного из компонентов при скрещивании с культурными видами — люцерной посевной и изменчивой.

### В народной медицине
Применяется в качестве успокаивающего средства при нервных расстройствах, мигренях, воспалении лёгких, почечных и желудочно-кишечных заболеваниях. В тибетской медицине траву рекомендуют как противовоспалительное при абсцессах, при усиленном сердцебиении и заболеваниях почек. Обычно назначают в виде настоев и отваров. Используется в сборах, улучшающих зрение, общеукрепляющих, а также в сборах для профилактики онкологических заболеваний.

### Другое
Пыльценос. Каждое соцветие образует от 13,6 до 32,34 мг бледно-жёлтой пыльцы, а все растения 8,7 грамм.

## Охранный статус

### В России
В России вид входит в Красные книги таких регионов как Вологодская область и Краснодарский край. Растёт на территории 39 особо охраняемых природных территорий России.